# Горево (Горевська сільрада)
Горево (рос. Горево) — село в Ковернинському районі Нижньогородської області Російської Федерації.
Населення становить 462 особи. Входить до складу муніципального утворення Горєвська сільрада.

## Історія
Від 2009 року входить до складу муніципального утворення Горєвська сільрада.

## Населення
| 2002 | 2010 |
| ---- | ---- |
| 464  | ↘462 |